# 카이제곱 검정

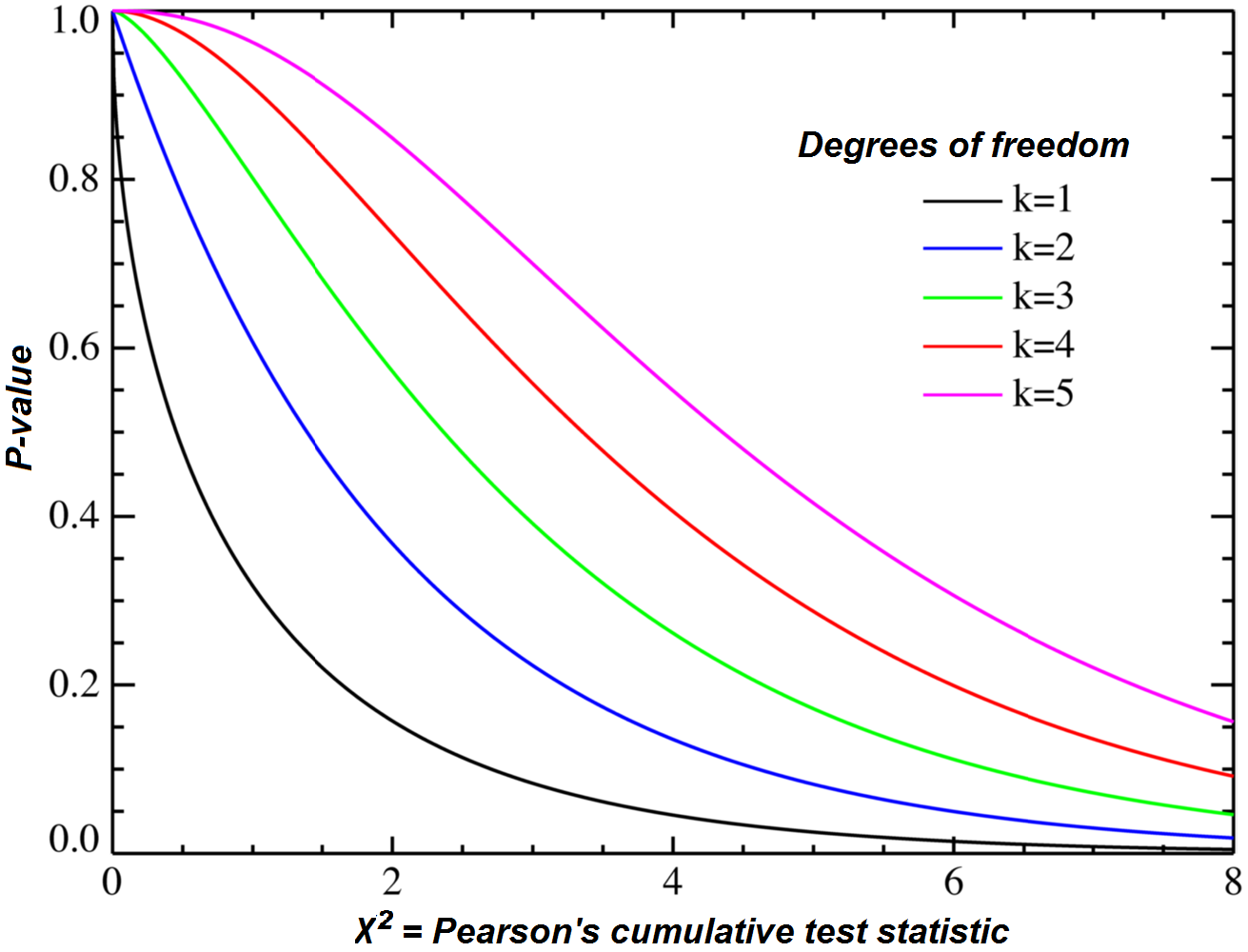
카이제곱 분포, x축에 χ2를 표시하고 y축에 p-값(오른쪽 꼬리 확률)을 표시

카이제곱 검정(chi-squared test) 또는 χ2 검정은 카이제곱 분포에 기초한 통계적 방법으로, 관찰된 빈도가 기대되는 빈도와 의미있게 다른지의 여부를 검정하기 위해 사용되는 검정방법이다. 자료가 빈도로 주어졌을 때, 특히 명목척도 자료의 분석에 이용된다.
카이제곱 값은 χ2 = Σ (관측값 - 기댓값)2 / 기댓값으로 계산한다.

## 검정 유형
동질성 검정과 독립성 검정 두 유형이 있다.
- 동질성 검정: '변인의 분포가 이항분포나 정규분포와 동일하다'라는 가설을 설정한다. 이는 어떤 모집단의 표본이 그 모집단을 대표하고 있는지를 검증하는 데 사용한다.
- 독립성 검정: 변인이 두 개 이상일 때 사용되며, 기대빈도는 '두 변인이 서로 상관이 없고 독립적'이라고 기대하는 것을 의미하며 관찰빈도와의 차이를 통해 기대빈도의 진위여부를 밝힌다.

## 기본 가정
- 변인의 제한: 종속변인이 명목변인에 의한 질적변인이거나 범주변인이어야 한다.
- 무선표집: 표본이 모집단에서 무선으로 추출되어야 한다.
- 기대빈도의 크기: 각 범주에 포함할 수 있도록 기대되는 빈도를 기대빈도라고 하는데, 이 기대빈도가 5 이상이어야 한다. 5보다 적으면 사례 수를 증가시켜야 한다.
- 관찰의 독립: 각 칸에 있는 빈도는 다른 칸의 사례와 상관없이 독립적이어야 한다.

## 같이 보기
- PSPP

## 참고
1. 1 2  김석우, 《기초통계학》, 학지사, 2007, p.212-216